# Zápas na Letních olympijských hrách 1984 – muži, volný styl do 82 kg
Zápas ve volném stylu ve váhové kategorii do 82 kg probíhal na Letních olympijských hrách 1984 v Anaheimském Convention Center. O medaile se utkalo celkem 16 zápasníků. 

## Turnajové výsledky
Zápasníci jsou rozděleni do dvou skupin. Je aplikován systém na dvě porážky.
Legenda
- TF — Lopatkové vítězství
- ST — Vítězství na technickou převahu, 12 bodů rozdíl
- PP — Vítězství na body, 1-7 bodů rozdíl, poražený s body
- PO — Vítězství na body, 1-7 bodů rozdíl, poražený bez bodů
- SP — Vítězství na body, 8-11 bodů rozdíl, poražený s body
- SO — Vítězství na body, 8-11 bodů rozdíl, poražený bez bodů
- P0 — Vítězství pro pasivitu, protivník bez bodů
- P1 — Vítězství pro pasivitu, vedoucí 1-7 bodů
- PS — Vítězství pro pasivitu, vedoucí 8-11 bodů
- DC — Vítězství z rozhodnutí, skóre 0-0
- PA — Vítězství pro soupeřovo zranění
- DQ — Vítězství pro soupeřovu diskvalifikaci
- DNA — Nenastoupil
- L — Porážky
- ER — Kolo vyřazení
- CP — Klasifikační body
- TP — Technické body

### Skupiny

#### Skupina A
| L      |                           | CP     | TP     |                           | L      |        |
| Kolo 1 | Kolo 1                    | Kolo 1 | Kolo 1 | Kolo 1                    | Kolo 1 | Kolo 1 |
| ------ | ------------------------- | ------ | ------ | ------------------------- | ------ | ------ |
| 0      | Reiner Trik (FRG)         | 3-1 PP | 5-3    | Günter Busarello (AUT)    | 1      |        |
| 0      | Lennart Lundell (SWE)     | 3-1 PP | 6-1    | Jouni Ilomäki (FIN)       | 1      |        |
| 1      | Barthelémy N'To (CMR)     | 0-4 TF | 1:28   | Iraklis Deskoulidis (GRE) | 0      |        |
| 1      | Hidejuki Nagašima (JPN)   | 1-3 PP | 5-10   | Kim Tae-Woo (KOR)         | 0      |        |
| Kolo 2 |                           |        |        |                           |        |        |
| 0      | Reiner Trik (FRG)         | 3-0 PO | 7-0    | Lennart Lundell (SWE)     | 1      |        |
| 1      | Günter Busarello (AUT)    | 3-0 PO | 5-0    | Jouni Ilomäki (FIN)       | 2      |        |
| 2      | Barthelémy N'To (CMR)     | 0-4 TF | 2:03   | Hidejuki Nagašima (JPN)   | 1      |        |
| 1      | Iraklis Deskoulidis (GRE) | 1-3 PP | 2-6    | Kim Tae-Woo (KOR)         | 0      |        |
| Kolo 3 |                           |        |        |                           |        |        |
| 1      | Reiner Trik (FRG)         | 1-3 PP | 4-5    | Iraklis Deskoulidis (GRE) | 1      |        |
| 2      | Günter Busarello (AUT)    | 1-3 PP | 4-7    | Hidejuki Nagašima (JPN)   | 1      |        |
| 2      | Lennart Lundell (SWE)     | 1-3 PP | 2-8    | Kim Tae-Woo (KOR)         | 0      |        |
| Kolo 4 |                           |        |        |                           |        |        |
| 1      | Reiner Trik (FRG)         | 3-1 PP | 5-2    | Kim Tae-Woo (KOR)         | 1      |        |
| 2      | Iraklis Deskoulidis (GRE) | 1-3 PP | 1-6    | Hidejuki Nagašima (JPN)   | 1      |        |
| Final  |                           |        |        |                           |        |        |
|        | Hidejuki Nagašima (JPN)   | 1-3 PP | 5-10   | Kim Tae-Woo (KOR)         |        |        |
|        | Reiner Trik (FRG)         | 3-1 PP | 5-2    | Kim Tae-Woo (KOR)         |        |        |
|        | Reiner Trik (FRG)         | 1-3 PP | 3-6    | Hidejuki Nagašima (JPN)   |        |        |

| Zápasník                  | L | ER | CP | Final |
| ------------------------- | - | -- | -- | ----- |
| Hidejuki Nagašima (JPN)   | 1 | -  | 11 | 4     |
| Reiner Trik (FRG)         | 1 | -  | 10 | 4     |
| Kim Tae-Woo (KOR)         | 1 | -  | 10 | 4     |
| Iraklis Deskoulidis (GRE) | 2 | 4  | 9  |       |
| Günter Busarello (AUT)    | 2 | 3  | 5  |       |
| Lennart Lundell (SWE)     | 2 | 3  | 4  |       |
| Jouni Ilomäki (FIN)       | 2 | 2  | 1  |       |
| Barthelémy N'To (CMR)     | 2 | 2  | 0  |       |

#### Skupina B
| L      |                          | CP        | TP     |                          | L      |        |
| Kolo 1 | Kolo 1                   | Kolo 1    | Kolo 1 | Kolo 1                   | Kolo 1 | Kolo 1 |
| ------ | ------------------------ | --------- | ------ | ------------------------ | ------ | ------ |
| 0      | Kenneth Reinsfield (NZL) | 3-1 PP    | 5-1    | Kally Agogo (NGR)        | 1      |        |
| 1      | Mark Schultz (USA)       | 0-4 DQ    | 0:30   | Reşit Karabacak (TUR)    | 0      |        |
| 1      | Stefan Kurpas (GBR)      | 0-4 ST    | 0-12   | Christopher Rinke (CAN)  | 0      |        |
| 0      | Luciano Ortelli (ITA)    | 3-1 PP    | 7-2    | Mohamed El-Ashram (EGY)  | 1      |        |
| Kolo 2 |                          |           |        |                          |        |        |
| 1      | Kenneth Reinsfield (NZL) | .5-3.5 SP | 7-16   | Mark Schultz (USA)       | 1      |        |
| 2      | Kally Agogo (NGR)        | 0-3 P1    | 4:36   | Stefan Kurpas (GBR)      | 1      |        |
| 0      | Christopher Rinke (CAN)  | 3.5-0 SO  | 10-0   | Luciano Ortelli (ITA)    | 1      |        |
| 1      | Mohamed El-Ashram (EGY)  |           |        | Bye                      |        |        |
| 0      | Reşit Karabacak (TUR)    |           |        | Bye                      |        |        |
| Kolo 3 |                          |           |        |                          |        |        |
| 2      | Mohamed El-Ashram (EGY)  | 0-3.5 PS  | 5:49   | Kenneth Reinsfield (NZL) | 1      |        |
| 1      | Mark Schultz (USA)       | 3-1 PP    | 5-3    | Christopher Rinke (CAN)  | 1      |        |
| 2      | Stefan Kurpas (GBR)      | 0-3 P1    | 4:34   | Luciano Ortelli (ITA)    | 1      |        |
| Kolo 4 |                          |           |        |                          |        |        |
| 2      | Kenneth Reinsfield (NZL) | 1-3 PP    | 2-9    | Christopher Rinke (CAN)  | 1      |        |
| 1      | Mark Schultz (USA)       | 4-0 TF    | 1:36   | Luciano Ortelli (ITA)    | 2      |        |
| Final  |                          |           |        |                          |        |        |
|        | Mark Schultz (USA)       | 3-1 PP    | 5-3    | Christopher Rinke (CAN)  |        |        |

| Zápasník                 | L | ER | CP   | Final |
| ------------------------ | - | -- | ---- | ----- |
| Mark Schultz (USA)       | 1 | -  | 10.5 | 3     |
| Christopher Rinke (CAN)  | 1 | -  | 11.5 | 1     |
| Kenneth Reinsfield (NZL) | 2 | 4  | 8    |       |
| Luciano Ortelli (ITA)    | 2 | 4  | 6    |       |
| Stefan Kurpas (GBR)      | 2 | 3  | 3    |       |
| Mohamed El-Ashram (EGY)  | 2 | 3  | 1    |       |
| Kally Agogo (NGR)        | 2 | 2  | 1    |       |
| Reşit Karabacak (TUR)    | 0 | 1  | 4    |       |

### Finále
|                         | CP               | TP               |                          |                  |
| Zápas o 5. místo        | Zápas o 5. místo | Zápas o 5. místo | Zápas o 5. místo         | Zápas o 5. místo |
| ----------------------- | ---------------- | ---------------- | ------------------------ | ---------------- |
| Kim Tae-Woo (KOR)       | 3-1 PP           | 10-3             | Kenneth Reinsfield (NZL) |                  |
| Zápas o 3. místo        |                  |                  |                          |                  |
| Reiner Trik (FRG)       | 1-3 PP           | 2-5              | Christopher Rinke (CAN)  |                  |
| Finálový zápas          |                  |                  |                          |                  |
| Hidejuki Nagašima (JPN) | 0-4 ST           | 0-13             | Mark Schultz (USA)       |                  |

## Finálové pořadí
1. Mark Schultz (USA)
2. Hidejuki Nagašima (JPN)
3. Christopher Rinke (CAN)
4. Reiner Trik (FRG)
5. Kim Tae-Woo (KOR)
6. Kenneth Reinsfield (NZL)
7. Iraklis Deskoulidis (GRE)
8. Luciano Ortelli (ITA)